# Lehlohonolo Majoro
Pour les articles homonymes, voir Majoro.
Lehlohonolo Majoro, né le 19 août 1986 à Ladybrand, est un footballeur international sud-africain. Il évolue au poste d'attaquant avec le club de Orlando Pirates et l'équipe d'Afrique du Sud.

## Biographie

### Carrière en équipe nationale
Lehlohonolo Majoro est convoqué pour la première fois par le sélectionneur national Pitso Mosimane pour un match amical face à la Tanzanie le 14 mai 2011. 
Il compte 10 sélections et 2 buts avec l'équipe d'Afrique du Sud depuis 2011.

## Palmarès
- Championnat d'Afrique du Sud en 2013.

## Statistiques détaillées

### En club
| Saison                | Club                  | Championnat           | Championnat | Championnat | Coupe(s) nationale(s) | Coupe(s) nationale(s) | Telkom Knockout | Telkom Knockout | MTN8 | MTN8 | Afrique du Sud | Afrique du Sud | Total | Total |
| Saison                | Club                  | Division              | M.          | B.          | M.                    | B.                    | M.              | B.              | M.   | B.   | M.             | B.             | M.    | B.    |
| 2010-2011             | AmaZulu FC            | 1                     | 27          | 14          | -                     | -                     | 1               | 0               | -    | -    | 1              | 0              | 29    | 14    |
| 2011-2012             | Kaizer Chiefs         | 1                     | 28          | 10          | 2                     | 5                     | 1               | 0               | 4    | 0    | 4              | 0              | 39    | 15    |
| 2012-2013             | Kaizer Chiefs         | 1                     | 22          | 9           | -                     | -                     | 1               | 1               | 1    | 0    | 4              | 2              | 28    | 12    |
| Total sur la carrière | Total sur la carrière | Total sur la carrière | 77          | 33          | 2                     | 5                     | 3               | 1               | 5    | 0    | 9              | 2              | 96    | 41    |

### Buts internationaux
| Buts (2) en sélection de Lehlohonolo Majoro | Buts (2) en sélection de Lehlohonolo Majoro | Buts (2) en sélection de Lehlohonolo Majoro  | Buts (2) en sélection de Lehlohonolo Majoro | Buts (2) en sélection de Lehlohonolo Majoro | Buts (2) en sélection de Lehlohonolo Majoro | Buts (2) en sélection de Lehlohonolo Majoro |
|                                             | Date                                        | Lieu                                         | Adversaire                                  | Score                                       | Résultat                                    | Compétition                                 |
| ------------------------------------------- | ------------------------------------------- | -------------------------------------------- | ------------------------------------------- | ------------------------------------------- | ------------------------------------------- | ------------------------------------------- |
| 1.                                          | 22 décembre 2012                            | Stade Moses-Mabhida, Durban (Afrique du Sud) | Malawi                                      | 1 - 0                                       | 3 - 1                                       | Match amical                                |
| 2.                                          | 23 janvier 2013                             | Stade Moses-Mabhida, Durban (Afrique du Sud) | Angola                                      | 2 - 0                                       | 2 - 0                                       | CAN 2013                                    |